# John Daly (cóctel)
El John Daly (/dʒɑn.ˈdæ.li/) es un cóctel que consiste en limonada, té helado y vodka, llamado así por el golfista estadounidense John Daly. También se puede hacer con limonada y vodka de sweet tea (una infusión de vodka). La bebida es una versión alcohólica del Arnold Palmer (también llamado así por un golfista estadounidense, Arnold Palmer). El nombre es un guiño irónico a los problemas de Daly con el abuso del alcohol.
La bebida se hizo popular en el Whiskey Creek Golf Course, en Fort Myers, Florida por el cantinero Daton Lewis durante la carrera de Daly en 2005 en el Dirty Gator Open. Daly consideró el uso de su nombre sin autorización como una infracción contra una marca registrada. En respuesta, Daly formó la Compañía de Bebidas GIASI en 2010 con dos de sus amigos cercanos. Daly es el accionista mayoritario. GIASI significa Grip It And Sip It («agarre y sorba»), un juego de palabras de su frase Grip it and Rip it («agarre y rasgue»). Embotellado por Frank-Lin Distiller en Fairfield, California, el cóctel original oficial John Daly llegó al mercado en 2013. Del alcance inicial en California y Nevada, se extendió a 13 estados, incluido su estado natal de Arkansas, Texas e Illinois. GIASI ofrece tres sabores diferentes del cóctel ready to drink a base de vodka ABV de 30 pruebas: sweet tea / limonada, té de durazno / limonada y té / limonada de frambuesa.

## Variantes
Una variación es el estilo sureño John Daly, que incluye bourbon y menta en lugar del vodka.
Una variación más fuerte llamada Happy Gilmore, llamada así por el personaje de la película, usa Everclear.
P.F. Chang's sirve una versión con ron de mango llamado Spiked Lemon Tea.